# آنا باتريشيا
آنا باتريشيا سيلفا راموس (من مواليد 29 سبتمبر 1997) هي لاعبة كرة طائرة شاطئية برازيلية تنافست مع ريبيكا كافالكانتي في الكرة الطائرة الشاطئية للسيدات في دورة الألعاب الأولمبية الصيفية 2020 وفازت بالميدالية الذهبية في دورة الألعاب الأولمبية الصيفية 2024 إلى جانب إدواردا سانتوس لشبوة. ومعها سبق أن فازت بالميدالية الذهبية في بطولة العالم في روما. وكانت أيضًا حائزة على الميدالية الذهبية في دورة الألعاب الأولمبية الصيفية للشباب 2014.